# MTV Ludwigsburg
Der Männerturnverein 1846 Ludwigsburg e. V. ist ein deutscher Sportverein mit Sitz in der baden-württembergischen Stadt Ludwigsburg im gleichnamigen Landkreis. Mit über 8.000 Mitgliedern (Stand: 2024) ist er einer der zwei größten der Stadt neben der Sektion Ludwigsburg mit 8.605 Mitgliedern (Stand: 31. Dezember 2024). Die Vereinsfarben sind rot und weiß.

## Geschichte
Der MTV 1846 e. V. Ludwigsburg wurde in der Nacht vom 7. auf den 8. Juni 1846 auf eine Initiative der gebürtigen Ludwigsburger Louis und Carl Kallenberg gegründet. Letzterer gilt neben Theodor Georgii als einer der geistigen Väter der deutschen Turnbewegung. Gemeinsam gaben die beiden im Jahr 1860 den „Ruf zur Sammlung“ an alle deutschen Turner heraus, welcher das erste Deutsche Turnfest zur Folge hatte.
Mit seiner Gründung ist der Verein tief in der örtlichen Gemeinschaft verwurzelt. Der junge Verein stellte die meisten Mitglieder der gegründeten Freiwilligen Feuerwehr. Die Sanitätskolonne des jungen Vereins ist darüber hinaus die Vorläuferin der heutigen DRK-Ortsgruppe. Bis heute ist der MTV Ludwigsburg seit der Gründung der mitgliederstärkste Sportverein Ludwigsburgs. Zwei Jahre nach der Gründung entstand mit der Fechtabteilung eine weitere Abteilung. Obwohl die Frage „Turnen oder nicht Turnen“ der Frauen gesellschaftlich bis 1920 vor allem als Frage des Anstands betrachtet wurde, kam es bereits im Jahr 1905 zur Gründung einer Abteilung für Turnerinnen.
Im Jahr 1919 folgte die Gründung einer (Ball-)Spielabteilung und zwei Jahre später stieg die Mitgliederzahl des Vereins erstmals auf über 1.000. Ein weiterer wichtiger Schritt in der Geschichte des Vereins stellt die Gründung einer eigenen Vereinszeitung im Jahr 1927 dar. 1940 kam es zur Gründung einer Rollschuh- und Kinderturnabteilung. Die Akzeptanz des Vereins in der Region und damit das Wachstum zeigten sich nicht nur in der Gründung neuer Abteilungen, sondern auch in der Anzahl seiner Mitglieder. Bis 1978 stieg die Anzahl der Mitglieder erstmals auf über 2.500 verteilt auf zehn Abteilungen.
Weitere wichtige Schritte folgten in den 1980ern mit der Einweihung der Tartanspielfelder (1980) und des Jugend- und Gymnastikraums (1982). Im Jahr 1989 folgte schließlich die Einweihung eines MTV eigenen Fitness- und Kraftstudios.
In den 1990ern folgten ein erstes Kursprogramm des MTV gemeinsam mit der AOK (1992) und die Anstellung einer hauptamtlichen Leitung der Geschäftsstelle (1994). Im Jahr 1999 folgte unter dem Motto „vom Hort zum Sport“ die Einweihung eines eigenen MTV Horts mit dem Ziel, dass sich die Kinder neben einer Hausaufgabenbetreuung bewegungstechnisch austoben und ausprobieren konnten.
Noch vor der Jahrtausendwende zählte der MTV Ludwigsburg erstmals über 5.000 Mitglieder. Im Jahr 2003 wurde der MTV Hort um einen Sportkindergarten ergänzt. Aufgrund der dynamischen Entwicklung des Vereins musste das MTV-Gebäude abermals erweitert werden. So kam es 2007/2008 zum Neu- und Umbau des MTV Bewegungszentrums, indem durch die Errichtung des neuen Sportturms gleich drei neue Sporthallen an das bestehende MTV-Gebäude angebunden wurden. Mit dem Bau einher ging die Einweihung einer Bewegungslandschaft, einer neuen Kampfsport- und einer neuen Gymnastikhalle. Im Jahr 2010 kam es zur Eröffnung eines Universalbeachfeldes. Im darauffolgenden Jahr überschritt der Verein erstmals die Grenze von 6.000 Mitgliedern. Im Jahr 2012 folgte im MTV die Eröffnung der Kinder-Kampfsportschule (KIKA), ehe es im Jahr danach zur Eröffnung eines generationsübergreifenden Motorikparks kam.
Im Jahr 2018 wurde die Sportanlage des MTV Ludwigsburg mit dem Neubau und der Einweihung des MTV Bewegungszentrums II in unmittelbarer Nachbarschaft erneut erweitert. Im selben Jahr kam es ferner zur Eröffnung des Studio46, einem vereinseigenen Fitness- und Gesundheitsstudio.
Auch bedingt durch die Verschmelzungen mit zwei weiteren Ludwigsburger Vereinen zählt der MTV im Jahr 2023 über 7500 Mitglieder. Dazu kommen über 1000 Teilnehmer in dem vielfältigen Rehasport-Programm, das neben Gruppen im orthopädischen und internistischen Bereich eine große Breite im inklusiven Sport anbietet.
Für Kinder gibt es beim MTV ein großes Angebot. Neben vorschulischen Sportgruppen, gibt es im Schulkindalter mit der allgemeinen Kindersportschule (KIDS), der Kinderkampfsportschule (KIKA), der Ballsportschule (BALL) und der Kindertanzsportschule (DANCE), vier hauptamtlich geführte Sportschulen für die frühe Förderung und Heranführung der Kinder an die entsprechenden Sportarten. Dazu kommen zwei Akademien, die Volleyballakademie und die nach der Verschmelzung gegründete Fußballakademie. In den Schulferien bietet der MTV zudem verschiedene und teils sportartenspezifische Betreuungen an.
Seit 2020 widmet sich der MTV Ludwigsburg verstärkt der Nachhaltigkeit. Der Verein war der erste, der die "N!-Charta Sport" für nachhaltige Entwicklung unterzeichnete, und ist Mitglied im Klimabündnis Ludwigsburg. Ende 2024 wurde das Maskottchen "MTVauli" vorgestellt. Im selben Jahr eröffnete der Verein einen Onlineshop für Merchandise und Sportartikel.
Mit über 8.000 Mitgliedern im Jahr 2024 ist der MTV Ludwigsburg einer der größten Sportvereine der Stadt. Der Verein bietet Angebote für alle Alters- und Personengruppen und fördert inklusive Gruppen. Neben Sportangeboten veranstaltet der MTV Seminare und Schulungen. Das Kinderangebot umfasst allgemeine Sportgruppen sowie vier Sportschulen: die Kindersportschule (KIDS), die Kinderkampfsportschule (KIKA), die Ballsportschule (BALL) und die Kindertanzsportschule (DANCE). Zusätzlich gibt es eine Volleyballakademie, eine Fußballakademie und Ferienprogramme. Der MTV bietet auch Rehasportprogramme für Menschen mit gesundheitlichen Einschränkungen an, darunter orthopädische, internistische und neurologische Gruppen. Diese Programme werden von qualifizierten Übungsleitern betreut und können über ärztliche Verordnungen genutzt werden. Der Verein arbeitet eng mit lokalen Ärzten und Therapeuten zusammen.
Ein wichtiger Bestandteil des MTV Ludwigsburg ist das Schutzkonzept, das präventive Maßnahmen, Schulungen für Trainer und Betreuer sowie klare Vorgehensweisen bei Verdachtsfällen umfasst. Dieses Konzept zielt darauf ab, die Sicherheit und das Wohlergehen aller Mitglieder zu gewährleisten.

### Verschmelzungen
Der MTV Ludwigsburg hat sich im Laufe seiner Geschichte mit zwei weiteren Ludwigsburger Vereinen zusammengeschlossen: 2017 mit dem SC Ludwigsburg und 2019 mit der SpVgg 07 Ludwigsburg. Im Rahmen der Fusion mit dem SC Ludwigsburg wurde dessen Tennisabteilung einschließlich der vereinseigenen Tennisplätze in den MTV integriert. Durch die Übernahme dieser Infrastruktur konnte das Angebot im Bereich Tennis erweitert werden.
Die Integration der SpVgg 07 Ludwigsburg brachte die Aufnahme der Football-Abteilung mit sich. Diese Abteilung ist seitdem Teil des MTV und ergänzt das bestehende Sportangebot.
Durch die Zusammenschlüsse wurden die jeweiligen Abteilungen und Infrastrukturen der Vereine in den MTV integriert, was zu einer Erweiterung des Sport- und Dienstleistungsangebots führte.

## Sportangebot

### Abteilungen
Der Verein bietet mit über 50 Abteilungen und Sparten ein sehr breites Spektrum an Bewegungsmöglichkeiten für alle Altersklassen an. Unter den Abteilungen finden sich Sportarten wie Aikido, American Football, Bogenschießen, Boxen, Bujinkan, Cheerleading, Cricket, Darts, Fechten, Fußball, Turnen, Gymnastik, Jazz Dance, Jiu-Jitsu, Judo, Karate, Kuk Sool Won, Leichtathletik, Rock ’n’ Roll, Rugby, Rhythmische Sportgymnastik, Taekwondo, Taijiquan, Tennis und Volleyball.

#### American Football
Die Ludwigsburg Bulldogs sind eine American-Football-Abteilung des MTV 1846 e. V. Ludwigsburg. Die Mannschaft wurde im Jahr 2004 gegründet und bietet Tackle- sowie Flag-Football in verschiedenen Altersklassen an. Eine Cheerleading-Abteilung gehört ebenfalls dazu. Nach dem Abstieg in die Bezirksliga im Jahr 2019 spielte das Team 2021 erneut in dieser Liga und konnte den Klassenerhalt sichern. Im Jahr 2022 gelang der Aufstieg in die Oberliga Baden-Württemberg durch einen Sieg in der Relegation gegen die Stuttgart Silver Arrows. Die Jugendabteilungen der Bulldogs spielen ebenfalls in verschiedenen Ligen. Die U19-Mannschaft tritt in der Regionalliga, der zweithöchsten Jugendklasse, an, während die U17 in der Landesliga aktiv ist. Die U11-Flagfootball-Mannschaft holte 2022 den Landesmeistertitel. Die Heimspiele finden im Ludwig-Jahn-Stadion statt. Seit 2024 steht der Mannschaft ein eigener Kunstrasenplatz in der Brünner Straße 1 in Ludwigsburg zur Verfügung.

#### Fußball
Im Jahr 2017 kamen über eine Fusion mit dem SC Ludwigsburg erste Jugendmannschaften in die nun neue Abteilung. Nach der Aufnahme der SpVgg 07 Ludwigsburg folgten 2019 weitere Jugendmannschaften. Zur Saison 2023/24 startete eine erste Herren-Mannschaft in der Kreisliga-B Enz/Murr. Aktuell stellt der MTV Ludwigsburg neben einer Mannschaften im aktiven Herrenbereich, im Rahmen der MTV-Fußballakademie elf Junioren-Mannschaften.

#### Karate
Die Karateabteilung des MTV 1846 e. V. Ludwigsburg hat in den letzten Jahren zahlreiche Erfolge erzielt, sowohl auf nationaler als auch auf internationaler Ebene. Besonders hervorzuheben sind die Leistungen von Anna Miggou und Köksal Cakir.
Anna Miggou konnte sich 2022 bei der Europameisterschaft der Leistungsklasse die Silbermedaille sichern und wurde Vize-Europameisterin. Im Jahr 2024 holte sie bei den Deutschen Meisterschaften der Leistungsklasse in Hamburg die Silbermedaille in der Gewichtsklasse bis 61 kg. Auch 2023 erzielte sie bei den Deutschen Meisterschaften einen Podestplatz.
Köksal Cakir, der 2007 seine aktive Wettkampfkarriere beendete, erreichte während seiner aktiven Zeit mehrere herausragende Ergebnisse. Besonders hervorzuheben ist seine Bronzemedaille bei den Karate-Weltmeisterschaften 2002.
Darüber hinaus konnte die Karateabteilung des MTV Ludwigsburg bei den Deutschen Meisterschaften der Schülerinnen und Schüler 2024 in Ludwigsburg ebenfalls gute Ergebnisse erzielen. Bei den baden-württembergischen Landesmeisterschaften 2024 holte die Abteilung insgesamt 11 Medaillen: 5 Gold-, 2 Silber- und 4 Bronzemedaillen.

#### Leichtathletik
Bei den deutschen Meisterschaften im Jahr 1960 erreichte Wolfgang Fischer, für den MTV startend, beim 400-Meter-Hürdenlauf die Bronzemedaille.

#### Turnen
Die Turner des MTV 1846 e. V. Ludwigsburg haben in den letzten Jahren bedeutende Erfolge erzielt. Besonders hervorzuheben ist der Aufstieg des Teams in die 2. Bundesliga der Deutschen Turnliga (DTL) im Jahr 2021, gefolgt vom Aufstieg in die 1. Bundesliga im Jahr 2024, nachdem sie die 2. Bundesliga gewonnen hatten.
Ein herausragender Athlet des MTV Ludwigsburg ist Timo Eder, der 2024 an den Olympischen Spielen in Paris teilnahm und Teil des deutschen Teams war.
Auch Tabea Alt, eine weitere erfolgreiche Turnerin des MTV Ludwigsburg, nahm 2016 an den Olympischen Spielen in Rio de Janeiro teil.

#### Volleyball
Die Volleyballabteilung des MTV 1846 e. V. Ludwigsburg, bekannt als „Barock Volleys“, hat sich in den letzten Jahren sowohl bei den Männern als auch bei den Frauen in den deutschen Volleyball-Ligen etabliert. Die Männermannschaft stieg 2025 als Drittplatzierte der 2. Bundesliga Süd in die 1. Volleyball-Bundesliga auf. Die Frauenmannschaft ist in der 3. Liga Süd aktiv, der vierthöchsten Liga im deutschen Volleyball. 
Ein weiteres Highlight der Abteilung ist das jährlich ausgetragene Barock Volleys Open, ein Turnier, das Teams aus verschiedenen Regionen anzieht und die Volleyballgemeinschaft in Ludwigsburg fördert.
Außerdem gibt es zahlreiche weitere Männer- und Frauenmannschaften sowie mehrere Jugend- und Mixed-Teams.

### Kurse
Der MTV Ludwigsburg bietet in 50 verschiedenen Kurskategorien über 100 Stunden pro Woche an, in welchen Mitglieder und Nicht-Mitglieder gemeinsam Sport treiben können. Das Programm bietet neben Onlinekursen auch Kurse im Gesundheitsbereich, im Fitness- und Ausdauersport sowie in weiteren Kategorien an. Zur Kursauswahl gehört unter anderem Aerial Yoga, Antara, Aroha, Beckenbodengymnastik, BikeFit, Capoeira, Jumping4Fun, Pilates, Step-Aerobic, Yoga oder Zumba.

### Fitnessstudio
Der MTV Ludwigsburg hat im Jahr 2018 das Studio46 gegründet. Neben einem Außenbereich gibt es im Innenbereich die Möglichkeit an Geräten zu trainieren, sich sportlich im Freihantelbereich zu betätigen oder im Dehnbereich aktiv zu werden.

## Sportanlage
Der MTV Ludwigsburg verfügt über mehrere Sportstätten, die sowohl für den Breitensport als auch für spezifische Aktivitäten genutzt werden. Dazu gehören das "MTV Bewegungszentrum I" mit Hallen für Sportarten wie Volleyball und Fußball sowie Outdoor-Anlagen wie ein Motorikpark und ein Beachvolleyballfeld. Darüber hinaus gibt es im "MTV Bewegungszentrum II" ein Dojo und Kunstrasenplätze. Weitere Einrichtungen umfassen Seminar- und Trainingsräume, ein Gymnastikraum und Tennisplätze. Auch ein Bewegungsland für Geburtstagsfeier sowie ein Sportkindergarten sind Teil des Vereins. Darüber hinaus nutzt der Verein für seinen Trainings- und Wettkampfbetrieb zahlreiche städtische Sport- und Gymnastikhallen sowie das Ludwig-Jahn-Stadion in Ludwigsburg.

## Bekannte Sportler
- Tabea Alt
- Köksal Çakır
- Timo Eder
- Anna Miggou